# مقاطعة تايلر (تكساس)
مقاطعة تايلر (بالإنجليزية: Tyler  County)‏ هي إحدى المقاطعات في ولاية تكساس، الولايات المتحدة الأمريكية، يبلغ عدد سكانها 21,766 نسمة طبقا لإحصاء عام 2010 .

موقع المقاطعة في ولاية تكساس

## أعلام
- جون هنري كيربي